# Hutelutus-Insusinaque
Hutelutus-Insusinaque (Hutelutuš-Inšušinak) foi o quinto rei da Dinastia Sutrúquida de Elão, sucedendo à Silaque-Insusinaque. Ele reinou por volta de 1 120 a.C. até 1 110 a.C., cujas datas estão incertas.

## História
Hutelutus-Insusinaque, em algumas fontes, era filho de Silaque-Insusinaque, em outras falam que ele é filho de Cutir-Nacunte III. Sua mãe era chamada de Nacunte-Utu. Ele tinha o título único de rei de Elão e de Susa. Em Susa, ele renovou o templo de Insusinaque e um edifício que se chama Cucunum, que era um santuário para esse deus. Outro templo que Hutelutus-Insusinaque construiu (ou renovou) pertenceu ao Isnicarabe. Outros edifícios do templo são atestados em Ansã.
Sob Hutelutus-Insusinaque, os babilônios subiram, no comando do rei Nabucodonosor I, contra Elão. Eles são desde Cutir-Nacunte III sob sua regra e, então, Nabucodonosor avançou para Elão. O rei elamita foi derrotado em uma batalha no rio Ulai. No entanto, os babilônios não conquistaram Susa e então recuaram. Ainda não se sabe o que aconteceu com este rei.